# 천상의 릴리아
천상의 릴리아(Lilja 4-ever, Lilya 4-Ever)는 덴마크에서 제작된 루카스 무디슨 감독의 2002년 드라마 영화이다. 오크사나 아킨쉬나 등이 주연으로 출연하였고 라스 존슨 등이 제작에 참여하였다.

## 출연

### 주연
- 오크사나 아킨쉬나

### 조연
- 니콜라이 벤트슬러

## 제작진
- 공동제작: 건너 카를손
- 공동제작: 토마스 에스킬손
- 공동제작: 피터 알바엑 옌센
- 협력프로듀서: 페터 우르블라
- 미술: 조시핀 아스베르그